# Luisiana (Nova Espanha)
```
   |-
       |
Erro:
:  
valor não especificado para "
nome_comum
"
```

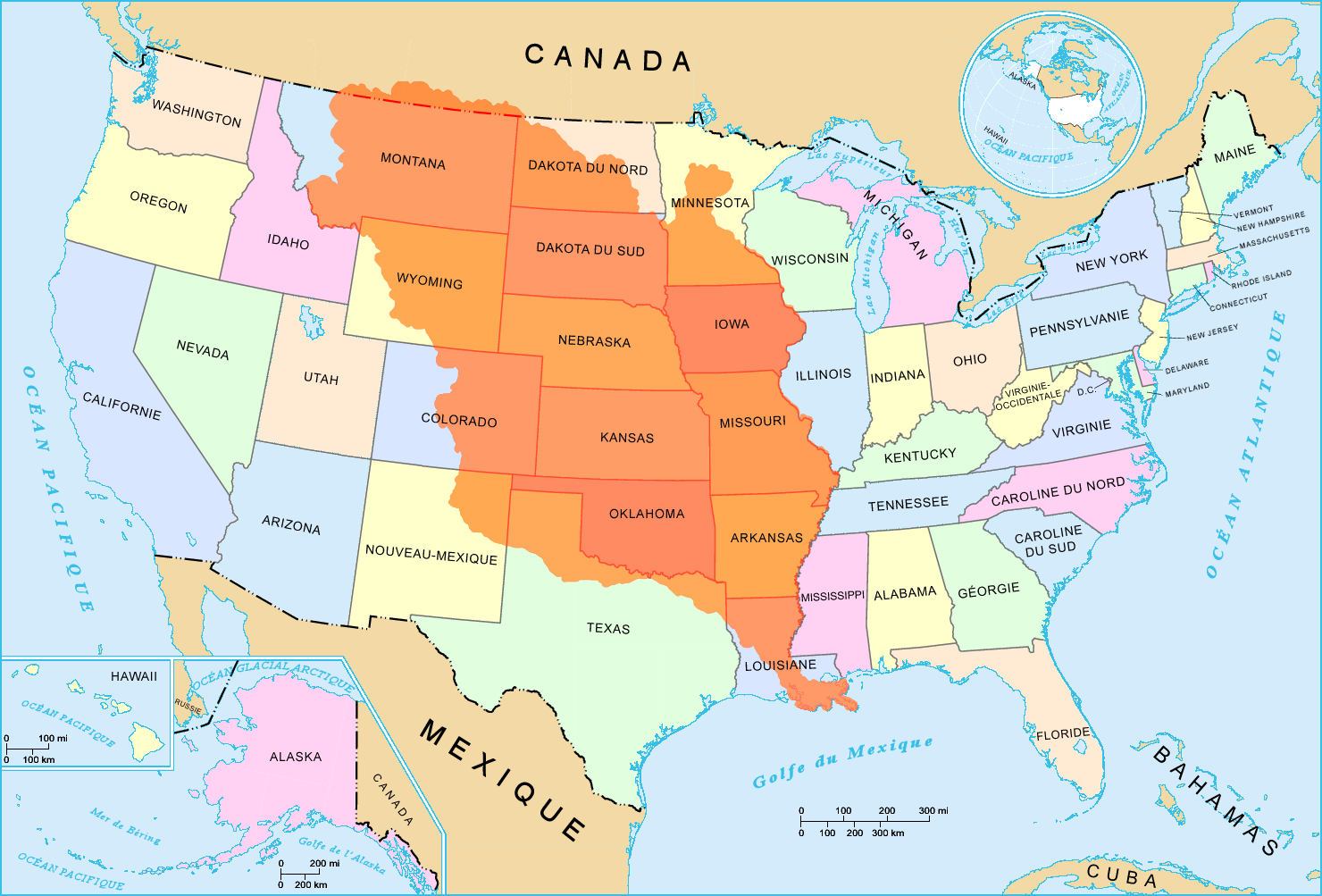
Mapa da América do Norte em 1803, quando a Luisiana foi adquirida pelos Estados Unidos

A Luisiana, também conhecida como Luisiana espanhola, foi uma divisão administrativa da Capitania-Geral de Cuba (parte do Vice-Reino da Nova Espanha) de 1762 a 1802, constituído pela região a oeste da bacia do rio Mississippi, com capital em Nova Orleães. A área foi originalmente reivindicada e controlada pela França, que a nomeou de La Louisiane em homenagem ao rei Luís XIV em 1682, foi cedida à Espanha em 1762. Porém, a transferência real de autoridade foi um processo lento, e depois que a Espanha finalmente tentou substituir totalmente as autoridades francesas em Nova Orleães em 1767, os residentes franceses organizaram uma revolta que o novo governador colonial espanhol não suprimiu até 1769. A Espanha também tomou posse de St. Louis e toda a Alta Luisiana no final da década de 1760, embora houvesse pouca presença espanhola nas vastas extensões do que eles chamavam de "País dos Illinois".
O território foi devolvido à França, nos termos do Terceiro Tratado de Santo Ildefonso (1800) e do Tratado de Aranjuez (1801). Em 1802, o rei Carlos IV da Espanha publicou um projeto de lei real em 15 de outubro, efetivando a transferência e delineando as condições. No entanto, a Espanha concordou em continuar administrando a colônia até que funcionários franceses chegassem e formalizassem a transferência de poder. A cerimônia foi realizada em Nova Orleães, em 30 de novembro de 1803, apenas três semanas antes das formalidades de cessão da França para os Estados Unidos, de acordo com a Compra da Luisiana. Este enorme território responde por 23% do atual território estadunidense.